# Voročovo
Voročovo, ukrajinsky Ворочово, maďarsky Kapuszög, dříve Vorocsó, je obec v Perečínské městské komunitě, v okresu Užhorod, v Zakarpatské oblasti na západní Ukrajině. V  roce 2025 zde žilo 806 obyvatel.